# 和田旦
和田 旦（わだ あきら、1930年3月19日 - 2020年7月6日）は、英文学者、音楽評論家、慶應義塾大学名誉教授。文芸誌『同時代』同人。

## 人物・来歴
福岡県生まれ。1958年慶應義塾大学大学院修士課程修了（英文学専攻）。慶應義塾大学教養部助教授、教授、95年定年、名誉教授、埼玉短期大学教授・学長。文芸誌『同時代』同人。2020年、7月6日死去。叙従四位。

## 著書
- 『音と言葉のはざまで』芸立出版 1988.6
- 『黒衣のシャコンヌ』舷燈社 2005.11
- 『回想のモーツァルト』舷燈社 2006.11

### 翻訳
- エルヴィン・デルンベルク『ブルックナー その生涯と作品』白水社 1967
- アラン・ウォーカー編『ショパン その人間と音楽』白水社 1968
- フリードリヒ・ブルーメ『ルネサンスとバロックの音楽』佐藤巌共訳 白水社 1971
  - 「西洋音楽史 1 ルネサンスの音楽」「2 バロックの音楽」白水Uブックス 1992
- ユーディ・メニューイン『音楽人間文明』白水社 1973
- アルトゥール・シュナーベル『わが生涯と音楽』白水社 1974
- ガートルード・スタイン『パリ フランス 個人的回想』本間満男共訳 みすず書房 1977.6
- レナード・バーンスタイン『答えのない質問』[3]みすず書房 1978.6、新版1992
- ユーディ・メニューイン『果てしなき旅 メニューイン自伝』白水社 1979.1
- スティーヴン・スペンダー『エリオット伝』みすず書房 1979.10
- E.クルシェネク/H.F.レートリヒ『グスタフ・マーラー 生涯と作品』みすず書房 1981.2
- ダニエルズ編『出会いへの旅 メニューインは語る』みすず書房 1981.12
- クリストファー・バトラー『<通夜>のあとに 現代アヴァンギャルド芸術論』加藤弘和共訳 芸立出版 1983.8
- イーアン・ホースブルグ『ヤナーチェク 人と作品』加藤弘和共訳 泰流社 1985.12
- ヘレン・ガードナー『想像力の擁護』加藤弘和共訳 みすず書房 1985.1
- リチャード・エルマン『リフィー河畔のユリシーズ』加藤弘和共訳 国文社 1985.12
- ポール・グリフィス『バルトーク 生涯と作品』泰流社 (叢書ムジカ・ゼピュロス) 1986
- ガリーナ・ヴィシネフスカヤ『ガリーナ自伝 ロシア物語』みすず書房 1987.5  ISBN 978-4622002529
- クリストファー・バトラー『解釈・ディコンストラクション・イデオロギー 現代文学理論入門』加藤弘和共訳 芸立出版 1987.12
- ドナルド・J.オールセン『芸術作品としての都市 ロンドン・パリ・ウィーン』芸立出版 1992.2

## 参考
- 和田旦教授略歴及び研究業績 (和田旦教授退職記念論文集) 「慶応義塾大学日吉紀要 英語英米文学」1995